# 孙鹤娟
孙鹤娟（1956年—），女，汉族，吉林长春人，中华人民共和国政治人物，中国共产党党员，曾任东北师范大学附属中学校长，全国人民代表大会吉林地区代表。

## 生平
毕业于吉林大学哲学社会学院马克思主义哲学专业。2008年起担任全国人大代表。2013年，被选为全国人大代表。